# Window dressing
Window dressing (z ang. dosł. „dekoracja witryny [sklepowej]”, również upiększanie bilansów) – określenie oznaczające dwa zjawiska związane z podwyższaniem wartości aktywów.
Sztuczne podciągnięcie wartości kursów papierów wartościowych, np. akcji, na koniec okresów rozliczeniowych (zazwyczaj na koniec kwartału lub roku kalendarzowego) w celu poprawy efektywności zarządzania notowanymi na giełdzie aktywami. Zainteresowane są tym przede wszystkim fundusze inwestycyjne, które mogą pochwalić się odpowiednio wyższymi stopami zwrotu. Nie jest to jednak w ich przypadku praktyka w pełni legalna – taką byłaby np. zmiana struktury portfela, aby zawierał on najatrakcyjniejsze z punktu widzenia inwestorów aktywa. Podobne rezultaty może przynieść dokonywanie krótkoterminowych inwestycji w aktywa niezgodne z profilem danego funduszu, choć przynoszące wyższe zwroty, a następnie pozbywanie się ich tuż przed okresem raportowym.
Poprawianie legalnymi środkami, poprzez odpowiednie działania, prezentowanych aktywów i pasywów w sprawozdaniu finansowym w celu stworzenia wrażenia dobrej sytuacji majątkowo-kapitałowej spółki. Do działań tych można zaliczyć m.in. zmianę metod wyceny aktywów czy określony zakres ujawniania i sposób prezentacji instrumentów finansowych.